# Турнекуп
Турнеку́п (фр. Tournecoupe) — коммуна во Франции, находится в регионе Юг — Пиренеи. Департамент — Жер. Входит в состав кантона Сен-Клар. Округ коммуны — Кондом.
Код INSEE коммуны — 37452.

## География
Коммуна расположена приблизительно в 570 км к югу от Парижа, в 60 км северо-западнее Тулузы, в 31 км к северо-востоку от Оша.
По территории коммуны протекает река Арратс.

## Климат
Климат умеренно-океанический. Лето жаркое и немного дождливое, температура часто превышает 35 °С. Зимой часто бывает отрицательная температура и ночные заморозки. Годовое количество осадков — 700—900 мм.

## Население
Население коммуны на 2010 год составляло 283 человека.
| 1962 | 1968 | 1975 | 1982 | 1990 | 1999 | 2010 |
| ---- | ---- | ---- | ---- | ---- | ---- | ---- |
| 469  | 439  | 416  | 349  | 276  | 267  | 283  |

## Администрация
| Период | Период | Фамилия     | Партия | Примечания |
| ------ | ------ | ----------- | ------ | ---------- |
| 2001   | 2008   | Жак Дюран   |        |            |
| 2008   | 2020   | Жерар Бассо |        |            |

## Экономика
В 2010 году среди 159 человек трудоспособного возраста (15-64 лет) 113 были экономически активными, 46 — неактивными (показатель активности — 71,1 %, в 1999 году было 63,0 %). Из 113 активных жителей работали 98 человек (51 мужчина и 47 женщин), безработных было 15 (10 мужчин и 5 женщин). Среди 46 неактивных 8 человек были учениками или студентами, 20 — пенсионерами, 18 были неактивными по другим причинам.

## Достопримечательности
- Церковь Св. Петра (XV век). Исторический памятник с 1961 года[4]

## Фотогалерея

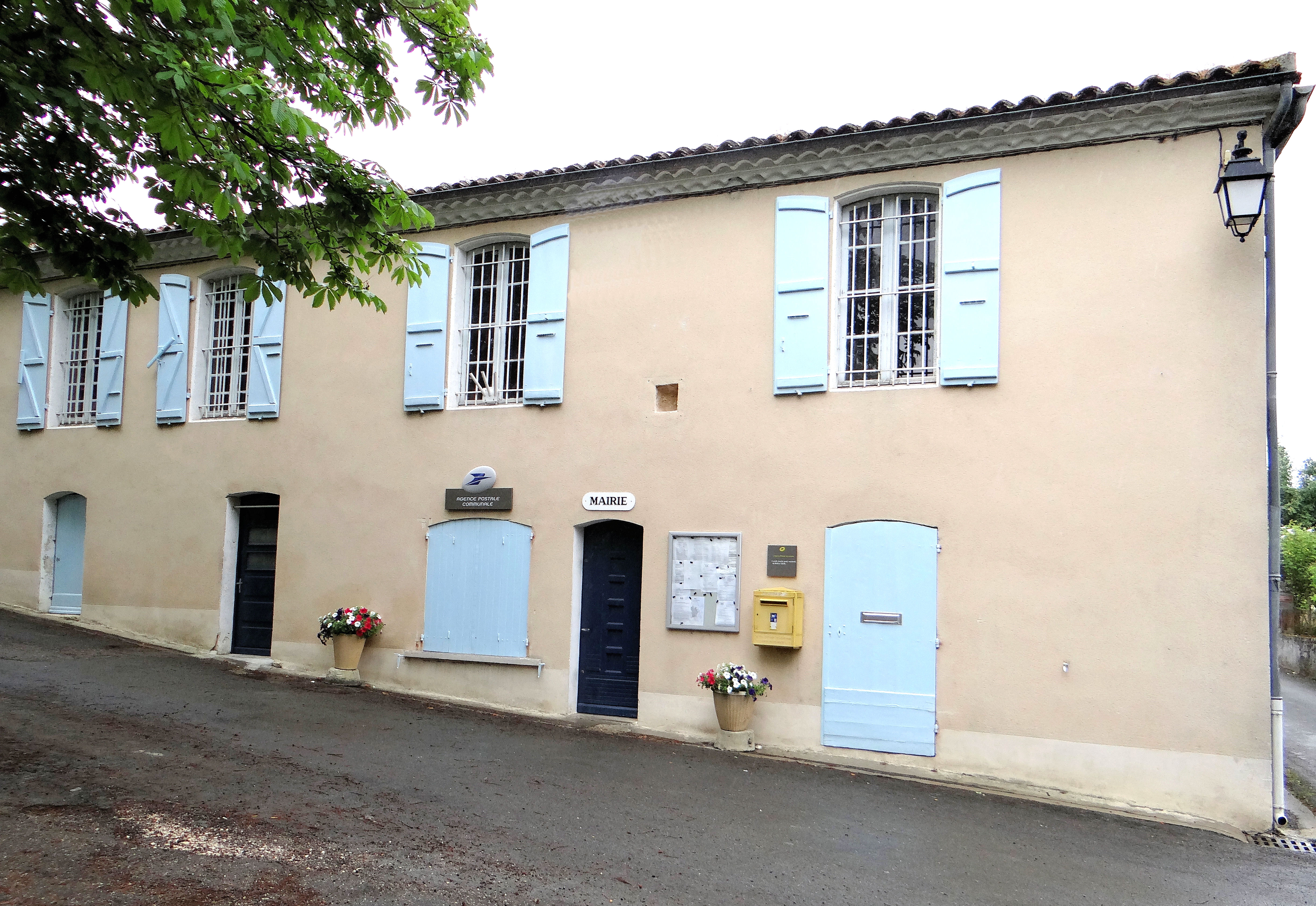
Мэрия
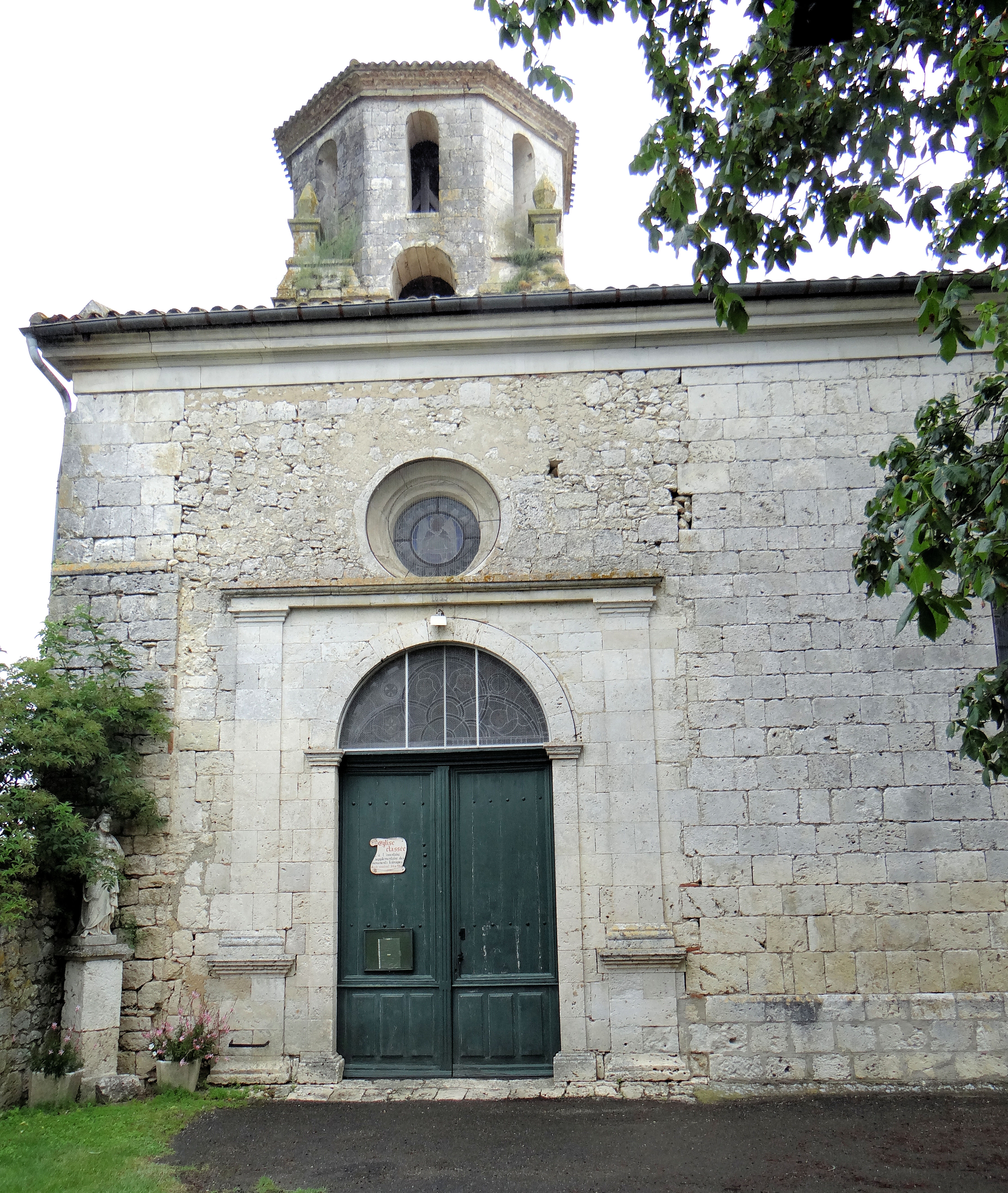
Церковь Св. Петра
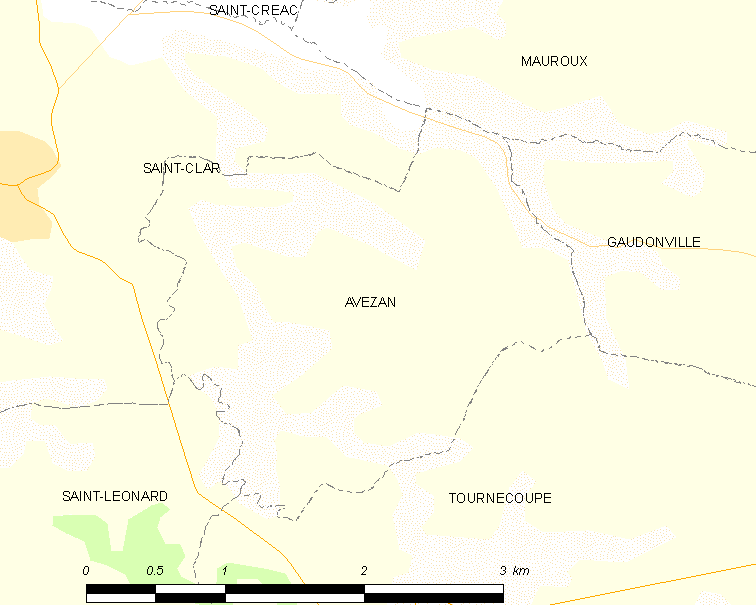
Карта коммуны